# 蔵前相場
蔵前相場（くらまえそうば）とは、浅草の蔵前にあった江戸幕府所有の蔵米および江戸在住の幕府旗本・御家人の禄米を売却する時に用いられた卸値相場。御蔵相場・庭相場とも呼ばれる。
米100俵（35石相当）の金貨による換算額で表記されていた。旗本・御家人の場合には手数料をさらに差し引かれた手取りの金額と引き換えられた。御蔵相場に基づく米と手取金の換算式を特に御蔵前割（おくらまえわり）と呼んで、売却する旗本・御家人や購入する札差などの米穀商はこれを重要視した。また江戸に蔵屋敷を置いていた東北・関東の諸藩の産米の江戸における卸売価格にも影響を与えた。
江戸の浅草の蔵前にあった御蔵の庭で入札が行われていた。江戸市中の米穀商・仲買人であれば、誰でも参加資格があったが、後に札差や米穀関係の株仲間以外の参加が排除された結果、事実上の寡占が形成されて一般の相場よりも低めに推移する（安く買い叩く）傾向があった。
蔵前相場の低落は米を主体とする幕府財政や旗本・御家人の生活に深刻な打撃を与えたため、札差や株仲間への規制強化を行ったり、他藩の江戸における蔵米売却を規制して相場価格を上げようとしたが、上手く行かなかった。更に後者の政策によって江戸に蔵屋敷を置いていた諸藩は、時には自己の蔵米の売却を幕府によって阻まれて困窮した。このため、仙台藩などの比較的大きな藩では、大坂にも蔵屋敷を設置するなどのリスク回避を行っている。